# My Little Pony: Pony Life
My Little Pony: Pony Life jest irsko-američka animirana dječja televizijska serija bazirana na Hasbrovoj franšizi Moj mali poni. Serija je spin-off emisije Moj mali poni: Prijateljstvo je čarolija iz 2010. i četvrta televizijska emisija franšize. Producenti serije su Boulder Media Limited i Entertainment One, koje je Hasbro kupio prosinca 2019. Serija ima isto mjesto radnje kao prošla, s drugačijim animacijskim stilom i radnju koja više prati živote likova, i više komičnim stilom. Za razliku od prethodnika serije, sve epizode traju 11 minuta. Premijera serije bila je u Kanadi na kanalu Treehouse TV 21. lipnja 2020. Druga sezona izašla je 10. travnja 2021.

## Glasovi

### Glavni
Svi glavni glumci iz stare serije, osim Cathy Weseluck (koju je zamijenila Tabitha St. Germain), su se vratili u ovu.
- Tara Strong kao Twilight Sparkle
- Ashleigh Ball kao Applejack i Rainbow Dash
- Andrea Libman kao Fluttershy i Pinkie Pie
- Tabitha St. Germain kao Rarity i Spike

### Sporedni
- Nicole Oliver kao Princeza Celestia
- Trevor Devall kao Fancy Pants
- Madeleine Peters kao Scootaloo
- Michelle Creber kao Apple Bloom
- Claire Corlett kao Sweetie Belle
- Peter New kao Discord[b]
- Kathleen Barr kao Trixie Lulamoon
- Chanelle Peloso kao Potion Nova
- Richard Ian Cox kao Snails
- Ian Hanlin kao Snips[c]
- Michael Dobson kao Bulk Biceps
- Luc Roderique kao Herd Happily

## Marketing
Seriju je službeno najavio serijin kanal na YouTubeu 13. studenog 2019. Video je koristio Lizzoinu pjesmu "Good As Hell", i najavio je novi izgled serije i robu. U prosincu 2019. je video bio povučen. Još jedna najava je bila postavljena 1. lipnja 2020. Uvodna pjesma je bila privatno postavljena 3. lipnja. Na serijinom službenom YouTube kanalu je postavljeno još 59 reklamnih videa.
Prije nego što je serija izašla, Spikeov dizajn iz serije se koristio 8. listopada 2020. na Facebook i Instagram stranicama serije.

## Emitiranje
Serija je trebala stiči na američki kanal Discovery Family 13. lipnja 2020., ali je bila odgođena, te je premijera bila najavljena 12. listopada 2020. Serija je stigla na Discovery Family 7. studenog 2020. Klipovi epizoda su također bili postavljeni službeni YouTube kanal serije. 10. rujna 2020., službeno je bilo najavljeno da će sve epizode stiči na službeni YouTube kanal "uskoro". 17. rujna 2020. je početak produkcije sezone 2 bio najavljen.
Međunarodno, serija je prvo stigla u Australiju i Novi Zeland 1. kolovoza 2020. na kanal Boomerang. 21. rujna 2020. se serija također počela emitirati u Australiji na kanalu 9Go!
U Francuskoj se serija počela emitirati 27. kolovoza 2020. na kanalu Gulli. U Ujedinjenom Kraljevstvu se serija počela emitirati na kanalu Tiny Pop 1. rujna 2020. 7. rujna 2020. se serija počela emitirati u Poljskoj na kanalu MiniMini+. U Finskoj se serija emitira na Nelonenu, i sve epizode bile su objavljene na Ruutu 25. rujna 2020. U Rusiji se 28. rujna 2020. serija počela emitirati na Karuselu. U jugoistočnoj Aziji se serija prikazuje na Boomerangu. 10. listopada 2020. se serija počela prikazivati u Njemačkoj (na kanalu Disney) i Ukrajini (na kanalu PLUSPLUS). Na Bliskom istoku je premijera serije bila 22. ožujka 2020.

## Vanjske poveznice
- Profili likova na službenoj Web-stranici
- My Little Pony: Pony Life u internetskoj bazi filmova IMDb-a